# Alpineskiën op de Olympische Winterspelen 2018
Alpineskiën is een van de sporten die beoefend werden tijdens de Olympische Winterspelen 2018 in Pyeongchang. De wedstrijden vonden plaats in het Yongpyong Alpine Centre en in het Jeongseon Alpine Centre.
Nieuw op het programma was de landenwedstrijd voor gemengde teams.

## Wedstrijdschema
| Datum       | Lokale tijd   | MET           | Mannen             | Vrouwen            |
| ----------- | ------------- | ------------- | ------------------ | ------------------ |
| 09 februari | 20:00         | 12:00         | Openingsceremonie  | Openingsceremonie  |
| 11 februari | 11:00         | 03:00         | Afdaling           |                    |
| 12 februari | 10:15 / 13:15 | 02:15 / 05:15 |                    | Reuzenslalom       |
| 13 februari | 11:00 / 14:00 | 03:00 / 06:00 | Alpine combinatie  |                    |
| 14 februari | 10:15 / 13:15 | 02:15 / 05:15 |                    | Slalom             |
| 15 februari | 11:00         | 03:00         | Super G            |                    |
| 17 februari | 11:00         | 03:00         |                    | Super G            |
| 18 februari | 10:15 / 13:15 | 02:15 / 05:15 | Reuzenslalom       |                    |
| 21 februari | 11:00         | 03:00         |                    | Afdaling           |
| 22 februari | 10:15 / 13:15 | 02:15 / 05:15 | Slalom             |                    |
| 23 februari | 11:00 / 14:00 | 03:00 / 06:00 |                    | Alpine combinatie  |
| 24 februari | 11:00         | 03:00         | Landenwedstrijd    | Landenwedstrijd    |
| 25 februari | 20:00         | 12:00         | Sluitingsceremonie | Sluitingsceremonie |

## Medailles

### Mannen
| Onderdeel    | Goud | Goud               | Zilver | Zilver               | Brons | Brons                 |
| ------------ | ---- | ------------------ | ------ | -------------------- | ----- | --------------------- |
| Combinatie   | AUT  | Marcel Hirscher    | FRA    | Alexis Pinturault    | FRA   | Victor Muffat-Jeandet |
| Afdaling     | NOR  | Aksel Lund Svindal | NOR    | Kjetil Jansrud       | SUI   | Beat Feuz             |
| Reuzenslalom | AUT  | Marcel Hirscher    | NOR    | Henrik Kristoffersen | FRA   | Alexis Pinturault     |
| Slalom       | SWE  | André Myhrer       | SUI    | Ramon Zenhäusern     | AUT   | Michael Matt          |
| Super G      | AUT  | Matthias Mayer     | SUI    | Beat Feuz            | NOR   | Kjetil Jansrud        |

### Vrouwen
| Onderdeel    | Goud | Goud             | Zilver | Zilver             | Brons | Brons               |
| ------------ | ---- | ---------------- | ------ | ------------------ | ----- | ------------------- |
| Combinatie   | SUI  | Michelle Gisin   | USA    | Mikaela Shiffrin   | SUI   | Wendy Holdener      |
| Afdaling     | ITA  | Sofia Goggia     | NOR    | Ragnhild Mowinckel | USA   | Lindsey Vonn        |
| Reuzenslalom | USA  | Mikaela Shiffrin | NOR    | Ragnhild Mowinckel | ITA   | Federica Brignone   |
| Slalom       | SWE  | Frida Hansdotter | SUI    | Wendy Holdener     | AUT   | Katharina Gallhuber |
| Super G      | CZE  | Ester Ledecká    | AUT    | Anna Veith         | LIE   | Tina Weirather      |

### Gemengd
| Onderdeel       | Goud | Goud                                                                     | Zilver | Zilver                                                                                               | Brons | Brons |
| --------------- | ---- | ------------------------------------------------------------------------ | ------ | --- | ----- | --- |
| Landenwedstrijd | SUI  | Denise Feierabend Wendy Holdener Luca Aerni Daniel Yule Ramon Zenhäusern | AUT    | Stephanie Brunner Katharina Gallhuber Katharina Liensberger Manuel Feller Michael Matt Marco Schwarz | NOR   | Nina Haver-Løseth Kristin Lysdahl Maren Skjøld Sebastian Foss-Solevåg Leif Kristian Nestvold-Haugen Jonathan Nordbotten |

### Medaillespiegel
| Plaats | Land             | NOC    | Goud | Zilver | Brons | Totaal |
| ------ | ---------------- | ------ | ---- | ------ | ----- | ------ |
| 1      | Oostenrijk       | AUT    | 3    | 2      | 2     | 7      |
| 2      | Zwitserland      | SUI    | 2    | 3      | 2     | 7      |
| 3      | Zweden           | SWE    | 2    | 0      | 0     | 2      |
| 4      | Noorwegen        | NOR    | 1    | 4      | 2     | 7      |
| 5      | Verenigde Staten | USA    | 1    | 1      | 1     | 3      |
| 6      | Italië           | ITA    | 1    | 0      | 1     | 2      |
| 7      | Tsjechië         | CZE    | 1    | 0      | 0     | 1      |
| 8      | Frankrijk        | FRA    | 0    | 1      | 2     | 3      |
| 9      | Liechtenstein    | LIE    | 0    | 0      | 1     | 1      |
| Totaal | Totaal           | Totaal | 11   | 11     | 11    | 33     |